# Muliteatua
Muliteatua ist eine kleine Riffinsel im Riffsaum des Atolls Nukulaelae im Inselstaat Tuvalu.

## Geographie
Muliteatua bildet zusammen mit Asia, Motutala, Tumiloto, Motukatuli, Motukatuli Foliki und Kavatu den nördlichen Riffsaum des Atolls. Zwischen Muliteatua und Motutala liegt die Passage Motala Boat Pass die durch den Riffsaum eine Einfahrt in die Lagune ermöglicht.